# 24-я отдельная гвардейская бригада специального назначения
24-я отдельная гвардейская ордена Жукова бригада специального назначения — воинское формирование Вооружённых сил СССР и Российской Федерации.

## История бригады в советский период

### Формирование части
К 1 октября 1961 года согласно директиве Генерального штаба ВС СССР № ОШ /2/347491 от 26 августа 1961, в Забайкальском военном округе была сформирована 806-я отдельная рота специального назначения (или войсковая часть 64656) численностью 117 человек с прямым подчинением штабу округа.
1 ноября 1977 года, согласно директиве Генерального штаба ВС СССР, на базе 806-й роты была создана 24-я отдельная бригада специального назначения (или войсковая часть 55433) в составе Забайкальского военного округа. Пунктом дислокации был выбран ст. Мирная Оловянинского района Читинской области.
В некоторых источниках основой для создания 24-й бригады указывают 18-ю отдельную роту специального назначения, что возможно не является верным утверждением поскольку 18-я рота продолжала существовать в составе 36-й общевойсковой армии ЗабВО до конца 1980-х годов.

### Становление и развитие бригады
25 мая 1978 года 24-я бригада была передислоцирована в военный городок расформированной воинской части РВСН в 6 км от н.п. Хара-Бырка и 50 км от н.п. Мирная того же района.
Как и все бригады специального назначения, созданные в начале 60-х годов (за исключением 3-й бригады), 24-я бригада представляла собой кадрированное формирование, в котором по штатам мирного времени личный состав был в 300—350 человек. По планам военного командования при введении военного положения, за счёт мобилизации военнослужащих запаса и проведения 30-дневных сборов, 24-я бригада разворачивалась в полноценное боеспособное соединение с личным составом в 1 700 человек.
В середине 1970-х годов штаты отдельных бригад специального назначения были развёрнуты до 60-80 % от штата по военному времени.
По штату мирного времени 24-я бригада состояла из следующих подразделений:
- Управление бригады и подразделения при ней:
отряд специальной радиосвязи;
рота хозяйственного обеспечения.
- 261-й отдельный отряд специального назначения;
- 281-й отдельный отряд специального назначения;
- 282-й отдельный отряд специального назначения (кадра);
- 297-й отдельный отряд специального назначения (кадра);
- 641-й отдельный отряд специального назначения (кадра).

По некоторым данным в 1984 году произошло развёртывание 281-го отдельного отряда специального назначения в сводный отряд (батальон 6-ротного состава) по штату аналогичных формирований создававшихся одновременно в 5-й, 8-й, 9-й, 16-й и 22-й отдельных бригад специального назначения, предназначенных для отправки в Афганистан. При этом развёрнутый 281-й отряд, в отличие от других отрядов, в Афганистан отправлен не был.
10 сентября 1987 года 24-я бригада была передислоцирована южнее в н.п. Кяхта, приграничный с Монголией Кяхтинский район.
При передислокации бригады в Кяхту 282-й отряд (в/ч 20662) был передан в подчинение 14-й бригады Дальневосточного военного округа и передислоцирован в н.п. Матвеевка, Хабаровского края.

### Состав бригады на 1989 год
Состав 24-й отдельной бригады специального назначения в конце 80-х годов (все подразделения и части бригады дислоцировались возле н.п. Кяхта):
- Управление бригады (в/ч 55433) и подразделения при ней:
  - отряд специальной радиосвязи;
  - рота минирования;
  - рота материально-технического обеспечения;
  - комендантский взвод.
- 281-й отдельный отряд специального назначения (в/ч 44996);
- 297-й отдельный отряд специального назначения (в/ч 44998);
- 261-й отдельный отряд специального назначения (кадра);
- 641-й отдельный отряд специального назначения (кадра);

## Соединение в Вооружённых силах России

### Передислокации бригады
После распада СССР в 1991 году 24-я отдельная бригада специального назначения перешла под юрисдикцию Вооружённых сил Российской Федерации.
В 1998 году 24-я бригада была передислоцирована в н. п. Сосновый Бор под Улан-Удэ.
В мае 2009 военное руководство заявило о передислокации 24-й бригады в Иркутск на базу расформированного Иркутского высшего военного авиационного инженерного института. Передислокация закончилась к 1 декабря того же года.
В декабре 2008 года военным руководством была озвучена информация о грядущем реформировании частей и соединений специальной разведки ГРУ. Согласно плану реформирования, 12-я и 67-я отдельные бригады специального назначения подлежали расформированию, а 3-я отдельная гвардейская бригада специального назначения подлежала сокращению.
Все запланированные реформы военным руководством связывались с политикой реформирования Вооружённых сил, начатой Министром обороны Российской Федерации А. Э. Сердюковым.
В связи с упразднением прежних военных округов в 2010 году в сторону их укрупнения, в составе образовавшегося Восточного военного округа оказались 2 отдельные бригады специального назначения (14-я и 24-я) принадлежавшие ранее ЗабВО и ДВО. В то же время в составе Центрального военного округа из подобных формирований было только одно (3-я отдельная гвардейская бригада специального назначения), так как в 2009 году были расформированы 67-я и 12-я отдельные бригады специального назначения (соответственно принадлежавшие ранее СибВО и ПУрВО).
По этой причине военное руководство поставило вопрос о передислокации 24-й бригады в состав Центрального военного округа.
В июле 2012 года стало известно о предстоящей пятой по счёту передислокации 24-й бригады за всю историю данного формирования. По планам военного руководства бригада должна была занять военный городок расформированной ранее 85-й мотострелковой Ленинградско-Павловской Краснознамённой дивизии.
Передислокация бригады закончилась в октябре 2012 года

### Состав бригады на 2010 год
На 2010 год состав 24-й отдельной бригады специального назначения, входящей в Центральный военный округ, был следующим (все подразделения и части дислоцировались в Иркутске):
- Управление бригады (в/ч 55433) и подразделения при управлении;
  - отряд специальной радиосвязи;
  - рота спецминирования;
  - рота материально-технического обеспечения;
  - комендантский взвод;
  - рота специального вооружения;
- 281-й отдельный отряд специального назначения (в/ч 44996);
- 297-й отдельный отряд специального назначения (в/ч 44998);
- 641-й отдельный отряд специального назначения;
- отдельный отряд специального назначения (кадра);
- отдельный отряд специального назначения (кадра).

На текущий момент авторитетных источников, подтверждающих состав 24-й бригады, дислоцированной в Новосибирске, не имеется.

### Участие 24-й бригады специального назначения в боевых действиях

#### Первая чеченская война
В начале января 1995 года на базе 24-й бригады был создан сводный отряд для ведения боевых действий в Чечне. Основой для создания отряда послужил 281-й отряд специального назначения. За время боевых действий 281-й отряд потерял убитыми 3 человек.
По некоторым данным разведывательные группы 281-го отряда придавались 324-му мотострелковому полку 34-й мотострелковой дивизии.
Отряд участвовал в боях в н.п. Гикаловский и н.п. Чечен-Аул Грозненского района.
На территории Чечни 281-й отряд находился в период с 17 января по 7 мая 1995 года.

#### Вторая чеченская война
В отличие от Первой чеченской войны, 24-ю бригаду к выполнению боевых заданий на Северном Кавказе привлекли гораздо позже других соединений, сводные отряды от которых были отправлены в регион в период с августа 1999 по январь 2000 года.
В августе 2000 года от 24-й бригады в Чечню была откомандирована группа военнослужащих, которая вошла в личный состав сводного 691-го отдельного отряда специального назначения развёрнутого в августе 1999 года в 67-й отдельной бригаде специального назначения. В последующем военнослужащие 24-й бригады также отправлялись на трёхмесячные командировки в состав 691-го отряда.
Всего за время Второй чеченской войны, 24-я бригада отправляла в порядке периодической замены личного состава (ротации) сводный отряд в Чечню 6 раз.
Командировки военнослужащих 24-й бригады в Чечню происходили в следующие периоды (указаны потери личного состава):
1. с 5 сентября по 26 декабря 2000 года — 5 человек убитыми;
2. с 8 июня по 18 сентября 2002 года — 3 человека убитыми;
3. с 10 июня по 21 сентября 2001 года — потерь не было;
4. с 11 декабря 2002 года по 24 марта 2003 года — потерь не было;
5. с 17 июня по 24 ноября 2003 года — потерь не было;
6. с 7 апреля по 24 октября 2004 года — потерь не было.

В общей сложности 24-я отдельная бригада специального назначения во второй чеченской войне потеряла убитыми 5 человек. По другим данным потери бригады составили 8 или 10 человек.

#### Участие в антитеррористической компании в Сирии
22 марта 2017 года военнослужащие 24-й отдельной бригады специального назначения вернулись в Новосибирск из Сирии. В выполнении специальных задач на территории республики от бригады специального назначения было задействовано более 300 бойцов. Домой они вернулись без потерь.

#### Вторжение России на Украину (2022)
Бригада принимала участие в боевых действиях на Украине. По открытым источникам, бригада находится в числе понёсших наибольшие потери из числа подразделениях армейского спецназа принимавшего участие в войне против Украины. На апрель 2023 года бригада потеряла по меньшей мере 76 человек, в том числе девять офицеров. Исходя из соотношения для этой войны количества убитых и раненых, полные (включая раненых) потери бригады могут составлять не менее 330 человек — больше половины её оценочной численности во время начала войны.
30 мая 2022 года Указом президента Российской Федерации бригаде присвоено звание «гвардейская» за «массовый героизм и отвагу, стойкость и мужество проявленные личным составом бригады в боевых действиях по защите Отечества и государственных интересов в условиях вооружённых конфликтов».
В июне 2023 года бригада была награждена орденом Жукова.

### Награды военнослужащих соединения
За участие в боевых действиях в Чечне были награждены орденами и медалями:
- Золотая Звезда Героя России — 1 военнослужащий;
- орден Мужества — 25;
- орден «За военные заслуги» — 4,
- медаль «За отвагу» — 65;
- медаль Суворова — 36;
- медаль Жукова — 24;
- медаль «За воинскую доблесть» I степени — 5;
- медаль «За воинскую доблесть» II степени — 151;
- медаль «За заслуги перед Отечеством» I степени — 9;
- медаль «За заслуги перед Отечеством» II степени — 45.

## Герои соединения
- Коробенков Анатолий Сергеевич — старший лейтенант, командир разведывательной группы. Звание присвоено 10 ноября 2002 года.[8][17]
- Сайбель, Владимир Иванович — гвардии капитан. Звание присвоено 8 ноября 2023 года [18]
- Кевиш, Вячеслав Эдуардович — гвардии капитан. Звание присвоено в 2023 году
- Маурер, Эдуард Сергеевич — гвардии младший лейтенант. Звание присвоено в ноябре 2024 года [19]
- Бяков, Алексей Максимович — гвардии лейтенант. Звание присвоено в  2023 году
- Кондратенко, Николай Андреевич — гвардии прапорщик. Звание присвоено в  2023 году, посмертно.
- Джартанов, Данияр Викторович — гвардии младший лейтенант. Звание присвоено в  2023 году
- Чимитов, Доржи Шойнхорович — гвардии полковник. Звание присвоено в  2024 году

## Командиры 24-й бригады
Неполный список командиров 24-й бригады:
- Иванов Эдуард Михайлович — 1977—1982;
- Колб Григорий Ананьевич — 1982—1986;
- Кузьмин Владимир Иванович — 1986—1990;
- Бойко Александр Михайлович — 1990—1992;
- Рогов Владимир Ильич — 1992—1994;
- Липиев Пётр Семёнович — 1994—1997;
- Платонов Андрей Алексеевич — 1997—1999;
- Жуков Александр Иванович — 1999—2001;
- Захаров Владимир Владимирович — 2001—2005;
- Боровской Юрий Николаевич — 2005—?;
- Хасабов Олег Валерьевич — на 2012 год[20]
- Нечаев Вениамин Викторович — на 2016 год[21]
- Кузнецов Андрей Павлович — на 2019 год